# 蘇利南元
蘇利南元在2004年1月1日啓用，用于替换原来的货币“苏里南盾”，以1元等於1000盾。最初只有硬幣，而紙幣據報導因為在承印者加拿大印鈔有限公司的問題而延誤到2月中。1元等於100分。

## 流通中的貨幣

### 硬幣
- 1分
- 5分
- 10分
- 25分
- 100分
- 250分

### 紙幣

#### 2004年
- 1 元
- 2½ 元
- 5 元
- 10 元
- 20 元
- 50 元
- 100 元

#### 2000年
- 5 元
- 10 元
- 25 元
- 50 元
- 100 元
- 500 元
- 1,000 元
- 5,000 元
- 10,000 元
- 25,000 元

## 外部連結
- European Union
- Announcement of the Central Bank of Suriname （页面存档备份，存于）